# Сиуру

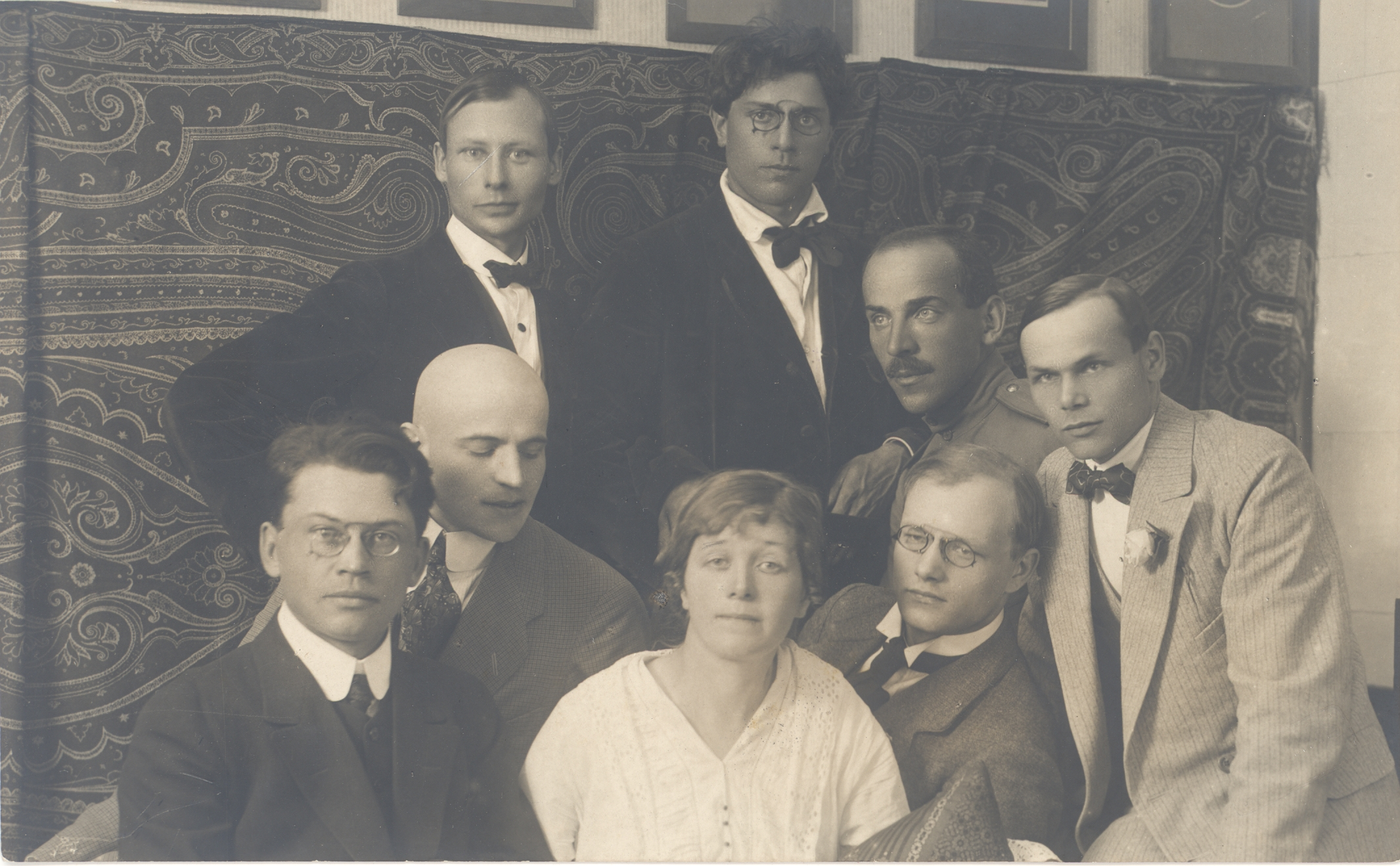
1917. Стоят (слева направо), П. Арен, О. Крустен; сидят (слева направо) Ф. Туглас, А. Адсон, М. Ундер, А. Гайлит, И. Семпер, Х. Виснапуу

Си́уру (эст. Siuru) — эстонская литературная группа модернистского направления.

## История
«Сиуру», основанная в 1917 году писателем Августом Гайлитом, находилась под сильным творческим влиянием футуризма и импрессионизма, отвергая в то же время как внехудожественные такие понятия, как национализм и патриотизм. Поэзия группы «Сиуру», затрагивавшая эротическую тематику, была иногда намеренно скандальной и эпатирующей. Символом группы стала белая хризантема.
В группу входили такие известные литераторы, как Хенрик Виснапуу, Мария Ундер, Артур Адсон, Фридеберт Туглас, Иоганнес Семпер, Пеэт Арен и другие. В период с 1917 по 1919 год члены группы издали три совместных поэтических сборника. В 1919 году в «Сиуру» произошёл раскол, и группу покинули Х. Виснапуу и А. Гайлит. В то же время в «Сиуру» вошли поэты Иоганнес Барбарус и Аугуст Алле.